# SmallSQL
SmallSQL - system zarządzania relacyjnymi bazami danych w 100% napisany w języku Java przeznaczony do projektowania aplikacji biurowych. Komunikacja z SmallSQL odbywa się przez interfejs JDBC 3.0. SmallSQL jest zgodny ze standardami SQL-92 oraz SQL-99.